# Mifrac Chejfa (oblast)

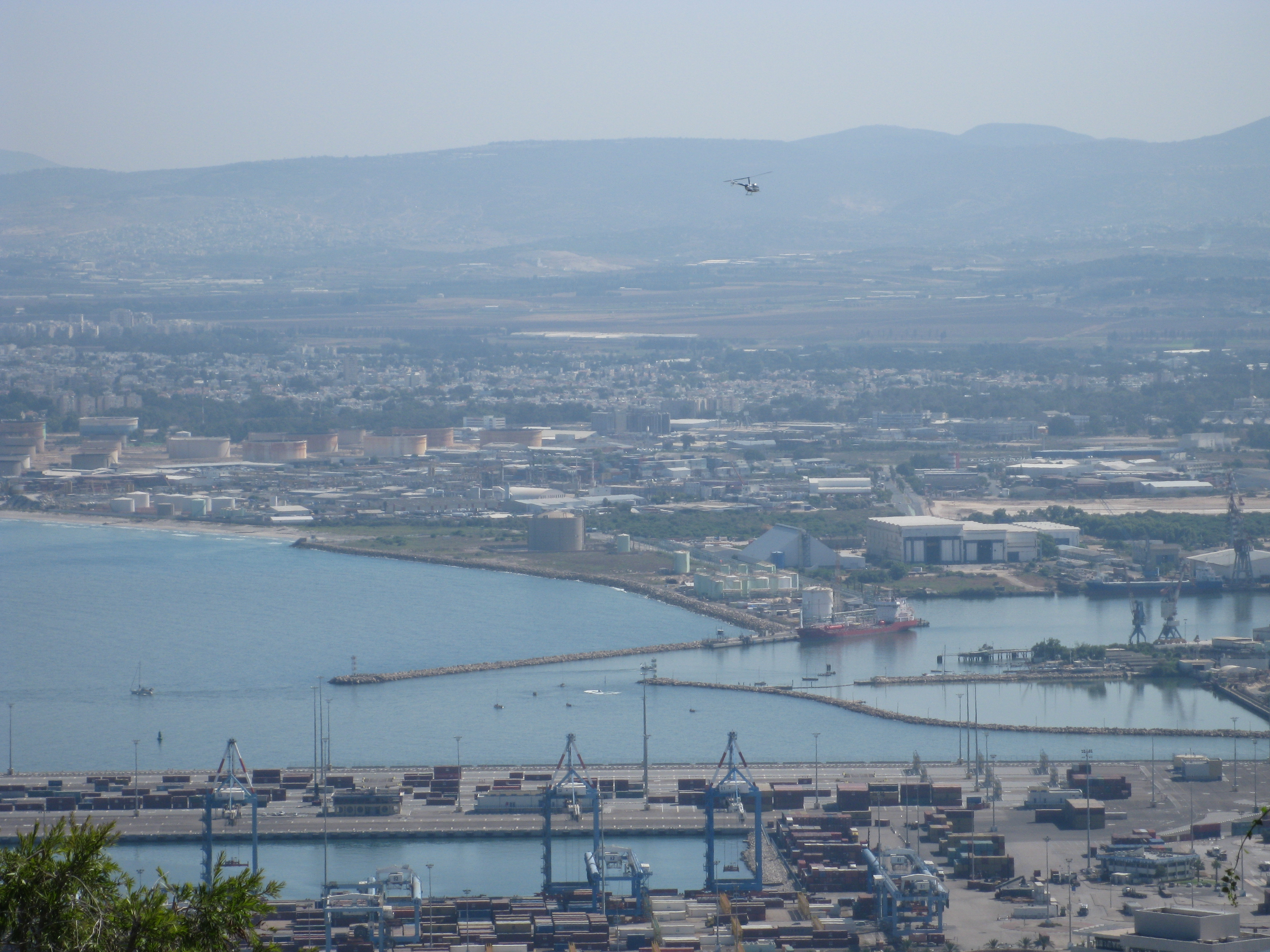
Pohled na záliv

Mifrac Chejfa (hebrejsky: מפרץ חיפה, doslova Haifský záliv) je jedna z devítí základních administrativních oblastí města Haifa v Izraeli. Je nazývána Čtvrť číslo 2. Nachází se v severovýchodní části města, na pobřeží Haifského zálivu, poblíž Haifského přístavu. Zahrnuje převážně trvale neosídlené plochy průmyslově-komerčních zón. Rozděluje se na tři základní podčásti: Chalucej ha-Ta'asija, Lev ha-Mifrac a Namal Chejfa-Namal ha-Kišon. Čtvrtí prochází pobřežní železniční trať. Nachází se tu železniční stanice Chucot ha-Mifrac a železniční stanice Lev ha-Mifrac.
Populace je židovská, bez arabského prvku. Rozkládá se na ploše 20,51 kilometrů čtverečních. V roce 2008 zde žilo 1 340 lidí. Z toho 1 300 Židů.